# 6891 Triconia
A 6891 Triconia (ideiglenes jelöléssel 1976 SA) a Naprendszer kisbolygóövében található aszteroida. A Harvard-obszervatórium fedezte fel 1976. szeptember 23-án.